# کاخ خان گنجه

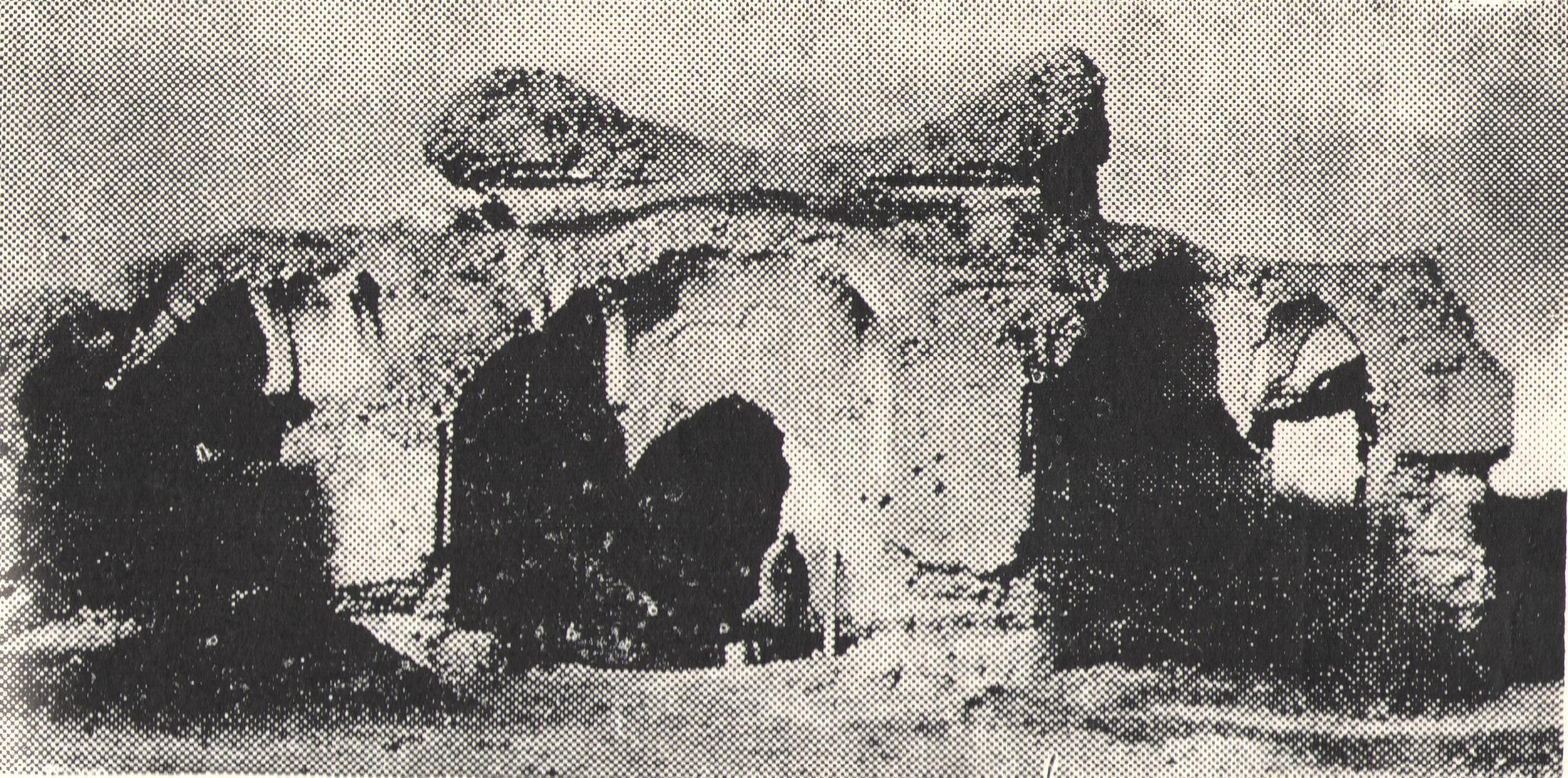
کاخ خان گنجه

کاخ خان گنجه (ترکی آذربایجانی: Gəncə Xan sarayı) آثار باستانی می‌باشد که، روزگاری در شهر گنجه جمهوری آذربایجان وجود داشت. این کاخ، دربار آخرین خان خانات گنجه جواد خوان بوده‌است.

## دربارهٔ کاخ
بنابر منابع کتبیف دو قرن قبل، در موقعیت سینمای «نظامی» گنجه کاخ جواد خان موجود بوده‌است. ورود به راه‌های زیر زمینی گنجه نیز از اینجا شروع می‌شده‌است. این راه که از میان حمام «چوکک» واقع در کاخ و مسجد شاه عباس عبور می‌کرده، به کاخ نیز منتهی می‌شده‌است. راه‌های زیرزمینی به ویژه در جهت اهداف استراتژیک نظامی مورد استفاده واقع می‌شده‌است. همزمان، اینجا زرادخانه و انبار اغذیه نیز وجود داشته‌است.